# Viaero Center
Viaero Center, tidigare Tri-City Arena, Kearney Event Center, Firstier Event Center och Viaero Event Center, är en inomhusarena i den amerikanska staden Kearney i delstaten Nebraska. Den har en publikkapacitet på mellan 4 400 och 5 000 åskådare beroende på typ av arrangemang. Inomhusarenan började byggas i november 1999 och öppnades den 18 november 2000. Viaero ägs helt av ishockeylaget Tri-City Storm som spelar i United States Hockey League (USHL).